# Babr-e Bayan
Babr-e Bayān (بَبْرِ بَیان) conosciuta anche come Palangineh (پلنگینه) è il nome di un'armatura che Rostam, il leggendario eroe iraniano, indossò durante la guerra. Essa aveva un certo numero di caratteristiche molto particolari. Era invulnerabile contro il fuoco, l'acqua e le armi fisiche. Prima di andare in battaglia, Rostam indossava tre strati di protezione, il primo strato era lo zereh, poi veniva aggiunto il gabr e infine il Babr-e Bayan. Secondo alcuni versetti dello Shahnameh, il Babr-e Bayan venne ricavato dalla pelle di un leopardo. Nel poema persiano Faramarznameh, dopo la morte di Rostam l'armatura venne ereditata dal figlio Faramarz.

## Etimologia
Il suo nome è formato da due componenti distinti. "Babr" che significa letteralmente "tigre". Mentre "Bayan" non sappiamo la sua origine, ma di sicuro non è una parola persiana. Ci sono diverse teorie al riguardo, ma nessuna di queste è attendibile. Alcune fonti riferivano alla pelle di tigre (Babre bayan) come un seme che trasmetteva potere, influenza e autorità.
Nello Shahnameh, non ci viene fornita alcuna spiegazione sulla vera origine dell'armatura. Tuttavia, sono presenti alcune fonti che ci forniscono tali informazioni. Per esempio, quando Rostam aveva 14 anni, uccise il drago Babr-e Bayan in India. Il drago viveva nel mare, un giorno però decise di salire in superficie. Quando uccise la creatura, Rostam ricavò dalla sua pelle un'armatura. Ci sono però racconti molto simili fra loro in altri poemi persiani. Inoltre durante il XXI secolo le varie versioni vennero registrate da uno studioso tedesco in una collezione di pergamene, apparsa durante il periodo Qajar.
Un'altra teoria è che Bayan è il nome di una città, molto probabilmente da "Bayana" in India. Un'altra città chiamata Bayan è menzionata anche dai primi geografi islamici, la città era situata vicino al fiume Tigri in Khuzestan.